# Pedra da Mina
La Pedra da Mina (« pierre de la mine » ou, en ce sens, « pierre de la source d'eau » en français) est une montagne brésilienne, située dans la serra da Mantiqueira, à la limite des territoires des municipalités de Queluz et Lavrinhas, dans l'État de São Paulo et de la municipalité de Passa Quatro, dans l'État du Minas Gerais.
Elle fait partie du massif de la serra Fina et culmine à une altitude de 2 798 m. Il s'agit du 4e plus haut sommet du Brésil.